# Ed Jones (pilota automobilistico)
Edward Jones, detto Ed (Dubai, 12 febbraio 1995), è un pilota automobilistico emiratino con passaporto britannico. Nel corso della sua carriera ha corso con entrambe le licenze. Nel 2022 corre nel Campionato del mondo endurance con la bandiera degli Emirati Arabi Uniti.

## Carriera

### Indy Lights
Nel 2015 sempre con il team Carlin, Jones passa alla serie Indy Lights, campionato propedeutico della IndyCar Series. 
Jones si dimostra subito molto veloce, vince le prime tre gare della stagione ma nelle restanti tredici conquista solo altri quattro podi senza tornare alla vittoria. Conclude così al terzo posto in classifica.
Nell 2016, Jones continua nella categoria sempre con il team Carlin. 
Nella sua seconda stagiona si dimostra molto più costante, raggiunge altre due vittorie, una al Barber Motorsports Park l'altra nello storico Circuito di Indianapolis. 
Riesce così a vincere il campionato, battendo Santiago Urrutia per soli due punti.

### IndyCar
Dopo aver vinto il titolo Indy Lights nel 2016, Jones passa alla IndyCar Series. Il 14 novembre 2016 viene annunciato come pilota della vettura numero 19 del team Dale Coyne Racing insieme a l'ex pilota di Formula 1, Sébastien Bourdais. Nella 500 Miglia di Indianapolis conquista il suo primo podio nella serie arrivando terzo dietro gli esperti Takuma Satō e Hélio Castroneves. Chiude la sua prima stagione al quattordicesimo e viene eletto Rookie of the Year.
Nel 2018 continua la sua carriera in IndyCar, viene annunciato il suo passaggio a Chip Ganassi Racing insieme a Scott Dixon. La stagione non risulta positiva, piene di alti e bassi, sale sul podio solo due volte, una sul Circuito di Long Beach e altra a Detroit. Nel settembre l team decide di sostituirlo con Felix Rosenqvist per la stagione 2019.
Rimasto senza squadra, Jones trova un accordo con il team Ed Carpenter Racing per correre tutte le gare esclusi gli ovali della stagione 2019. La stagione risulta la peggiore della sua carriera, finisce ventesimo in classifica con un sesto posto come miglior risultato.
Dopo un anno di pausa Jones ritorna nell'IndyCar Series 2021, con Dale Coyne Racing, team con cui aveva esordito cinque anni prima.

### DTM
Nel dicembre 2019 Jones viene annunciato dall'Audi per partecipare alla stagione 2020 del DTM. Ma a causa delle restrizioni di viaggio dovute alla Pandemia di COVID-19 rimane bloccato a Dubai, viene cosi sostituito da Harrison Newey.

### Endurance
Nel 2021 esordisce nelle corse di durata, insieme al team Scuderia Corsa partecipa alla 24 ore di Daytona nella classe GTD
Nel 2022 prenderà parte alla 24 ore di Daytona nella classe LMP2 con il team G-Drive Racing by APR insieme a René Rast, Oliver Rasmussen e François Heriau. Lo stesso anno con il team Jota Sport partecipa al WEC nella classe LMP2 con Rasmussen e Jonathan Aberdein. Nel suo primo anno completo nel WEC ottiene due podi, tra questi c'è il terzo posto alla 24 Ore di Le Mans. Jones chiude la stagione al ottavo posto in classifica LMP2.
Nel 2023 partecipa alla 24 Ore di Daytona con il team High Class Racing, sempre nella classe LMP2 al fianco di Dennis Andersen, Raffaele Marciello e Anders Fjordbach.

## Risultati

### Riassunto della carriera
| Stagione | Categoria                        | Team                                 | Gare | Vittorie | Pole | GPV | Podi | Punti | Pos. |
| -------- | -------------------------------- | ------------------------------------ | ---- | -------- | ---- | --- | ---- | ----- | ---- |
| 2011     | InterSteps Championship          | Fortec Motorsports                   | 20   | 1        | 5    | 3   | 9    | 427   | 4°   |
| 2011     | Eurocup Formula Renault 2.0      | Fortec Motorsports                   | 6    | 0        | 0    | 0   | 0    | 0     | NC†  |
| 2011     | Formula Renault UK               | Fortec Motorsports                   | 6    | 0        | 0    | 0   | 0    | 0     | NC†  |
| 2011     | Formula Renault UK Finals Series | Fortec Motorsports                   | 6    | 0        | 0    | 0   | 0    | 42    | 15°  |
| 2012     | Eurocup Formula Renault 2.0      | Fortec Motorsports                   | 14   | 0        | 0    | 0   | 0    | 2     | 27°  |
| 2012     | Formula Renault 2.0 NEC          | Fortec Motorsports                   | 11   | 0        | 0    | 0   | 1    | 85    | 20°  |
| 2012     | Euroformula Open                 | Team West-Tec F3                     | 2    | 0        | 0    | 0   | 1    | 0     | NC†  |
| 2013     | Euroformula Open                 | Team West-Tec F3                     | 14   | 6        | 4    | 3   | 10   | 130   | 1°   |
| 2013     | F3 britannica                    | Team West-Tec F3                     | 6    | 5        | 4    | 4   | 5    | 103   | 3°   |
| 2013     | Eurocup Formula Renault 2.0      | Fortec Motorsports                   | 12   | 0        | 0    | 0   | 2    | 45    | 11°  |
| 2013     | Formula Renault 2.0 NEC          | Fortec Motorsports                   | 5    | 0        | 0    | 0   | 0    | 43    | 29°  |
| 2013     | F3 europea                       | Fortec Motorsports                   | 3    | 0        | 0    | 0   | 0    | 0     | NC†  |
| 2013     | Gran Premio di Macao             | Fortec Motorsports                   | 1    | 0        | 0    | 0   | 0    | N/A   | 19°  |
| 2014     | F3 europea                       | Carlin                               | 20   | 0        | 0    | 0   | 2    | 70    | 13°  |
| 2015     | Indy Lights                      | Carlin                               | 16   | 3        | 2    | 3   | 7    | 324   | 3°   |
| 2016     | Indy Lights                      | Carlin                               | 18   | 2        | 8    | 0   | 8    | 363   | 1°   |
| 2017     | IndyCar Series                   | Dale Coyne Racing                    | 17   | 0        | 0    | 0   | 1    | 354   | 14°  |
| 2018     | IndyCar Series                   | Chip Ganassi Racing                  | 17   | 0        | 0    | 0   | 2    | 343   | 13°  |
| 2019     | IndyCar Series                   | Ed Carpenter Racing - Scuderia Corsa | 13   | 0        | 0    | 0   | 0    | 217   | 20°  |
| 2021     | IndyCar Series                   | Dale Coyne Racing w/ Vasser-Sullivan | 16   | 0        | 0    | 0   | 0    | 233   | 19°  |
| 2021     | IMSA - GTD                       | Scuderia Corsa                       | 2    | 0        | 0    | 1   | 0    | 194   | 68°  |
| 2022     | WEC - LMP2                       | Jota Sport                           | 6    | 0        | 0    | 0   | 2    | 70    | 8°   |
| 2022     | IMSA - LMP2                      | G-Drive Racing by APR                | 1    | 0        | 0    | 0   | 0    | 290   | NC   |

### Risultati nel WEC
| Anno    | Squadra    | Classe | Vettura  | SEB | SPA | LMS | MON | FUJ | BHR | Punti | Pos. |
| ------- | ---------- | ------ | -------- | --- | --- | --- | --- | --- | --- | ----- | ---- |
| 2022    | Jota Sport | LMP2   | Oreca 07 | 5   | 13  | 3   | 10  | 3   | 7   | 70    | 8°   |
| Legenda |            |        |          |     |     |     |     |     |     |       |      |

### Risultati 24 ore di Le Mans
| Anno | Team | Co-Piloti                          | Auto            | Classe | Giri | Pos. | Classe Pos. |
| ---- | ---- | ---------------------------------- | --------------- | ------ | ---- | ---- | ----------- |
| 2022 | Jota | Oliver Rasmussen Jonathan Aberdein | Oreca 07-Gibson | LMP2   | 368  | 7°   | 3°          |

### Risultati completi 24 ore di Daytona
| Anno | Team                  | Co-piloti                                           | Auto            | Classe | Giri | Pos. | Pos Cat. |
| ---- | --------------------- | --------------------------------------------------- | --------------- | ------ | ---- | ---- | -------- |
| 2022 | G-Drive Racing by APR | Oliver Rasmussen René Rast François Heriau          | Oreca 07-Gibson | LMP2   | 744  | 9°   | 5°       |
| 2023 | High Class Racing     | Dennis Andersen Anders Fjordbach Raffaele Marciello | Oreca 07-Gibson | LMP2   | 646  | Rit  | Rit      |